# Dario Donà
Dario Donà (Cismon del Grappa, 17 settembre 1961) è un ex calciatore italiano, di ruolo centrocampista.

## Carriera

### Club

Donà con la maglia del Milan nel 1981

Donà ha iniziato a giocare nel Selvana per poi passare al Treviso e successivamente al Varese in Serie B. Nel 1981 è stato acquistato dal Milan, con cui però ha disputato solo due partite in Coppa Italia prima di essere ceduto a ottobre al L.R. Vicenza, in Serie C1, complice anche una fuga di dieci giorni del giocatore per incontrare la fidanzata, cosa che fece infuriare l'allenatore Radice.
Dopo due stagioni a Vicenza, nel 1983 si è trasferito al Bologna, con cui ha guadagnato la promozione in Serie B. Successivamente è passato al Verona, vincendo lo scudetto in una stagione nella quale è sceso in campo in campionato per dodici volte (di cui solo due da titolare, contro Inter e Milan).
Successivamente ha giocato con il Catanzaro in Serie B, la Reggiana in Serie C1 e per tre stagioni con l'Ancona, guadagnando un'altra promozione in Serie B nel 1987-1988, prima di ritornare in Veneto e chiudere la carriera nei dilettanti a 37 anni.

### Nazionale
Donà con la Nazionale italiana Under-20 ha partecipato ai Mondiali di categoria nel 1981, durante i quali ha disputato da titolare la seconda e partendo dalla panchina la terza partita del girone eliminatorio, chiuso all'ultimo posto con conseguente eliminazione dalla competizione.

## Dopo il ritiro
Dopo aver conseguito il patentino di allenatore ha allenato per alcuni anni in squadre dilettantistiche. In seguito ha deciso di lasciare il calcio iniziando una propria attività nel settore dei trasporti.

## Palmarès
- Coppa Italia Serie C: 1

L.R. Vicenza: 1981-1982
- Campionato italiano: 1

Verona: 1984-1985
- Campionato italiano Serie C1: 1

Ancona: 1987-1988 (girone A)